# Ion Constantin
Ion Constantin (ur. 23 sierpnia 1929) – rumuński jeździec. Uczestnik Igrzysk Olimpijskich w 1952 w Helsinkach. Na igrzyskach olimpijskich uczestniczył w konkursie skoków, w którym zajął 48. miejsce indywidualnie i 13. w drużynie.